# Teleneşti (condado)
Teleneşti é um condado (ou distrito) da Moldávia. Sua capital é a cidade de Teleneşti.